# 長島輪中

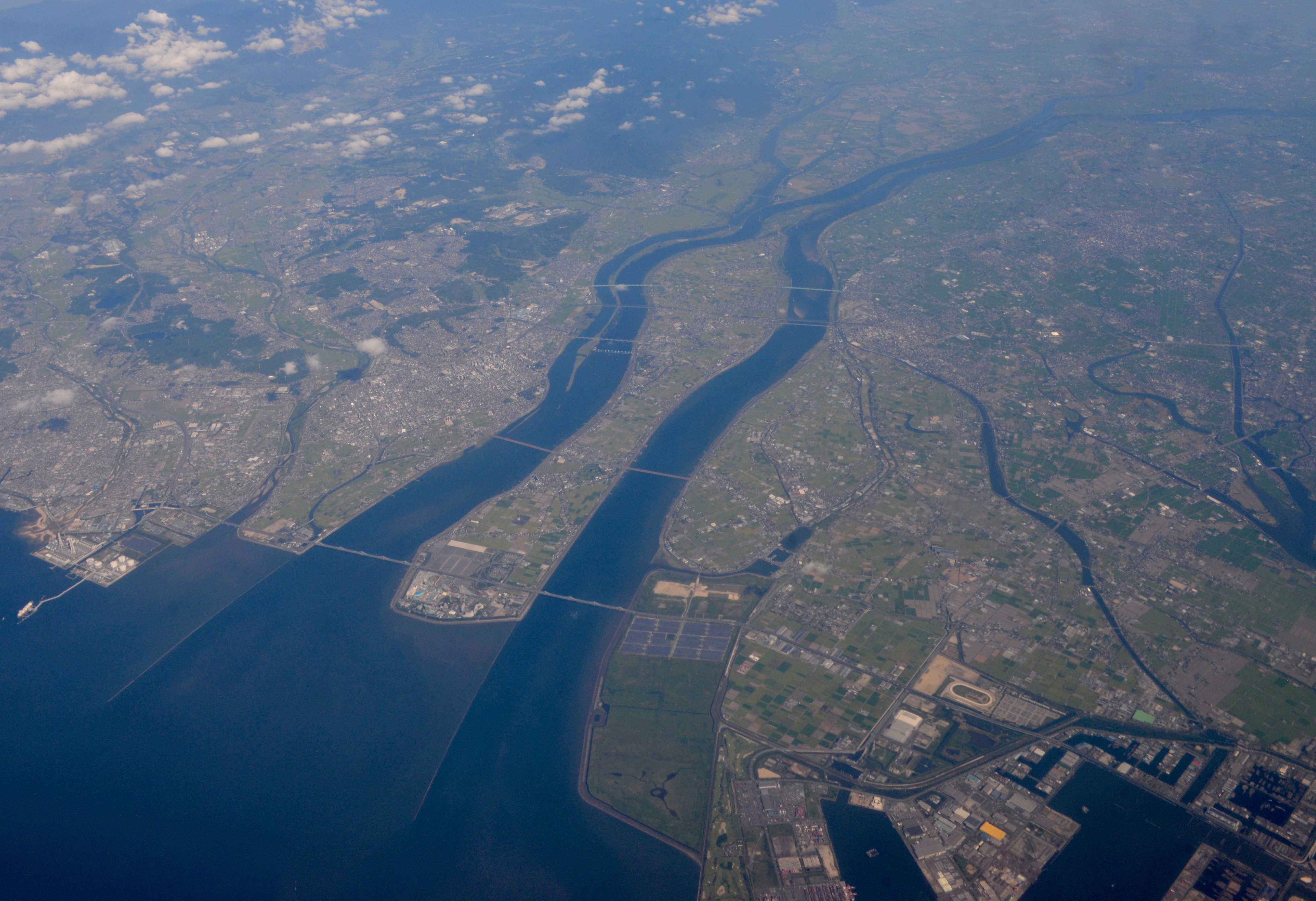
伊勢湾から見た木曽三川河口部。2019年8月撮影。

長島輪中（ながしまわじゅう）は、三重県北部の木曽川下流部にあった輪中。

## 地理

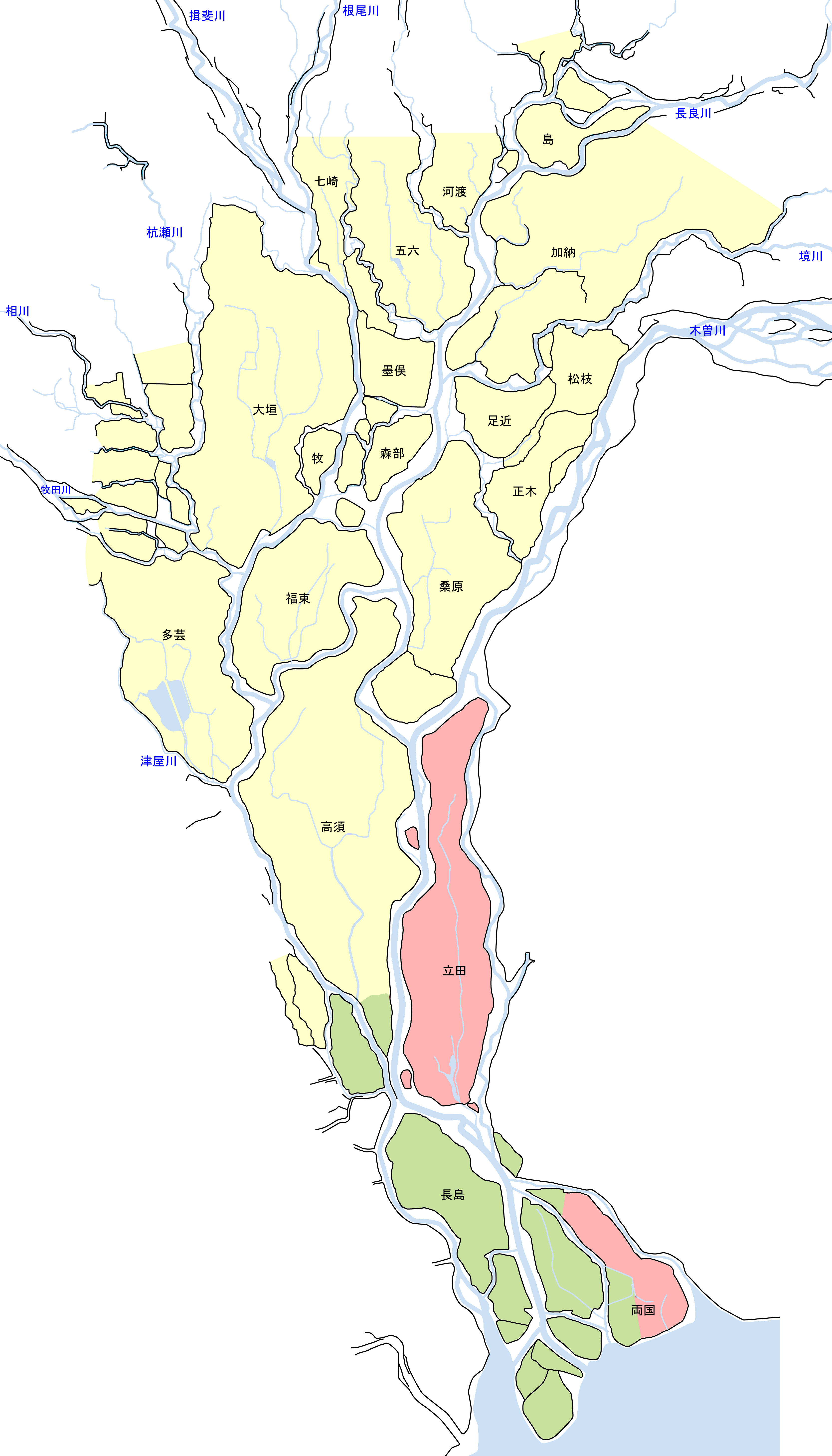
明治時代初期の輪中地帯の様子（黒字は主要な輪中名、水色線・青字は主要な河川、着色は黄が美濃国（岐阜県）・赤が尾張国（愛知県）・緑が伊勢国（三重県））

現在の桑名市長島町の北部域が相当する。木曽三川の三角州地帯に位置し、木曽三川は長島輪中の東西2筋に分かれて伊勢湾へと注いでいた。長島輪中の北側の地域は自然堤防を開発した地域で、西外面・又木・殿名以南の地域は河口部の砂州を干拓して造成された地域である。長島輪中の南西側には同様に砂州を干拓して開発された輪中が桑名市から三重県桑名郡木曽岬町・愛知県弥富市にかけて広がっており、以下本項においては一帯の干拓輪中全体を扱うこととする。
広義の「長島輪中」は、木曽三川分流工事で陸続きとなった葭ケ須輪中・横満蔵輪中までを含んだ旧長島町全域が相当する大きな複合輪中を意味する。分流工事では同様に加路戸輪中・源緑輪中も陸続きとなっており、こちらは「木曽岬輪中（きそざきわじゅう、あるいは広義の加路戸輪中）」と呼ばれる。

## 歴史

### 長島輪中の形成

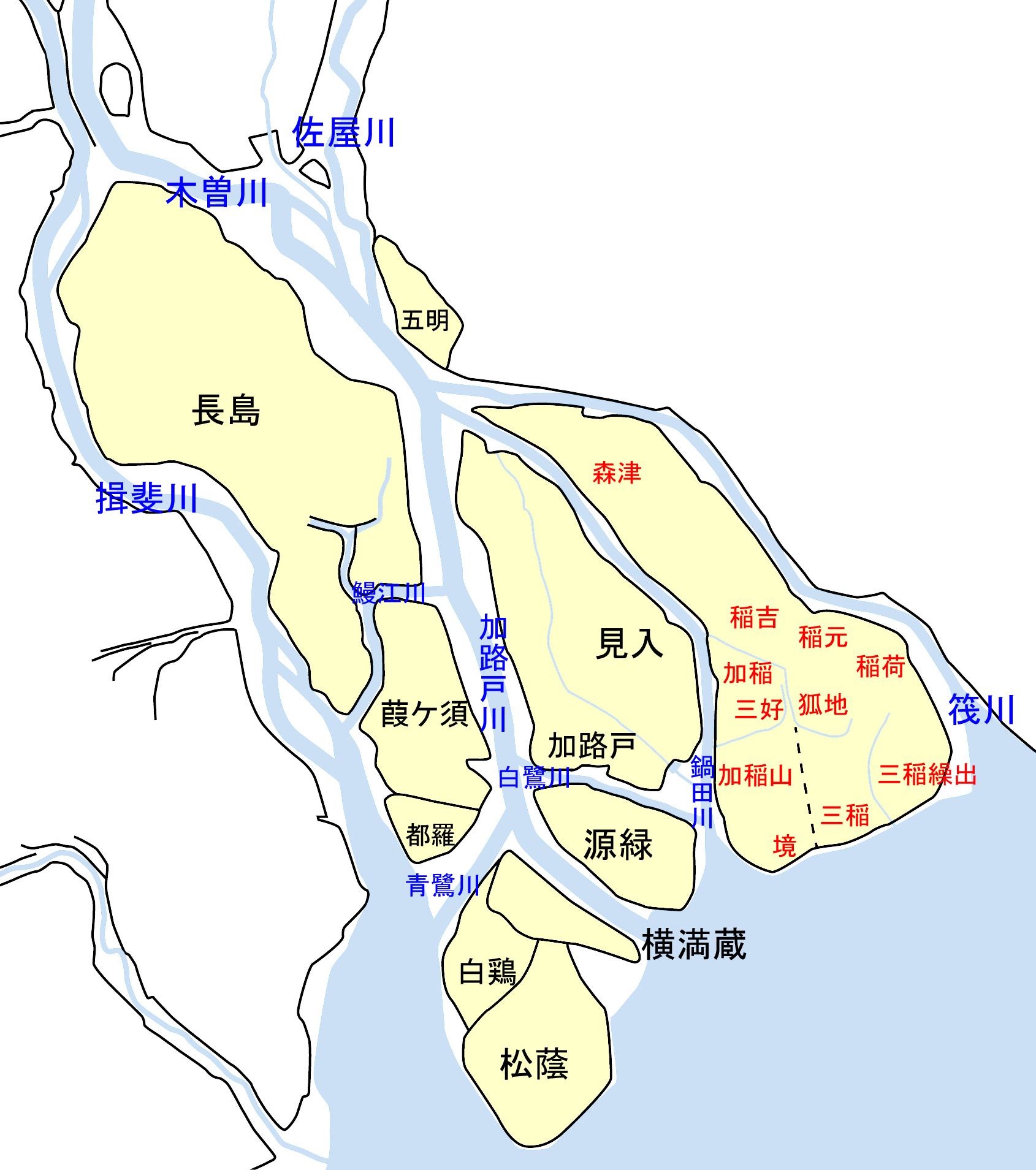
長島輪中と周辺の輪中の様子、両国輪中については明確な堤防がない箇所も多いため主要な村を赤字で表記（破線は旧藩境）

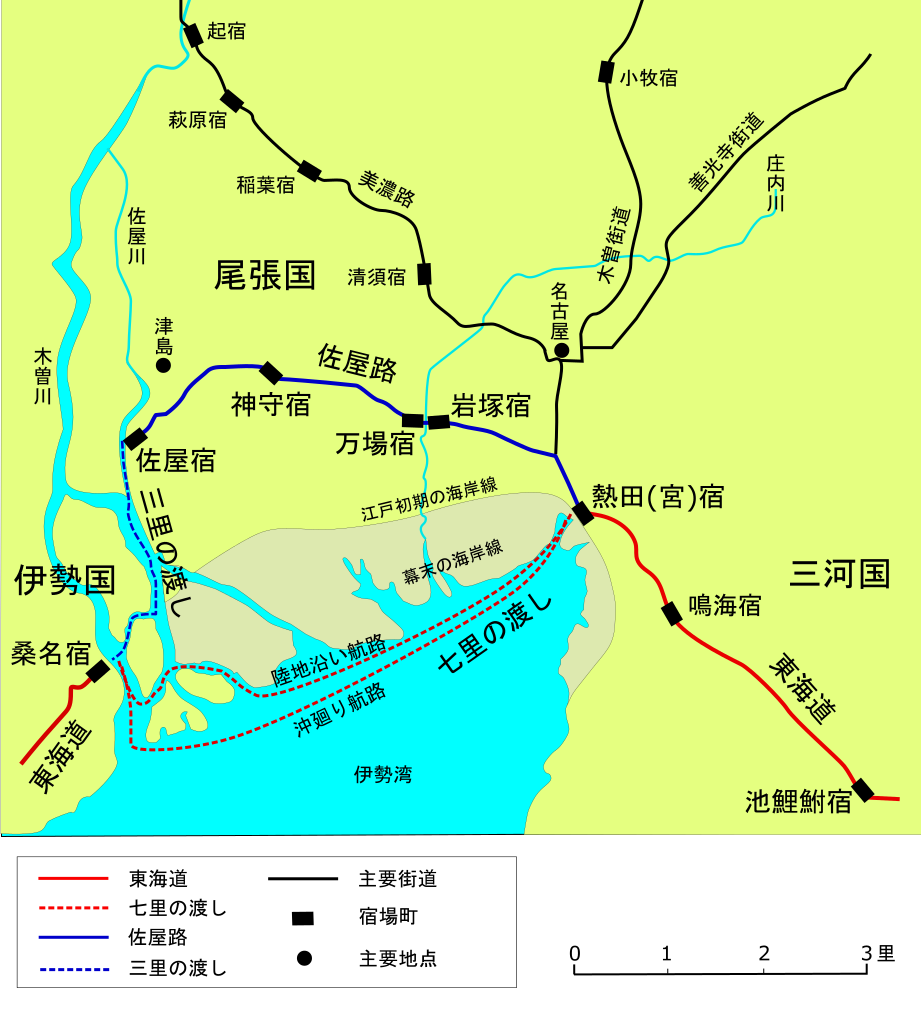
東海道・佐屋街道と周辺の主要街道

文献などが残っておらず起源は不明だが、平安時代にはすでに自然堤防上に集落が形成されていたと考えられ、室町時代末期のものと推定される古地図には木曽川河口部に7つの島が記されている。この地域は古くは「七島（ななしま）」と呼ばれており、これが「長島」の由来であるとされる。
古くは「長島七曲輪」と呼ばれ「坂手」「北島」「小島」「遠浅」「長島」「松ケ島」「出口」の7つの小輪中から成り立っていたが、1621年（元和7年）に松平定勝が七曲輪をまとめて1つの輪中を成立させた。以南の地域も16世紀までに開発されていたとされ、1623年（元和9年）に鰻江川までの地域を一円の堤防で囲んで統合して「長島輪中」が形成された。

### 周辺の海岸干拓輪中の形成
それ以外の輪中も砂州の新田開発に伴って、主に17世紀と19世紀に成立していった。開発は初期は長島の農民が行ったが、中期は入植者や豪農が主導し、後期は豪農や商人による資本投入もあった。以下にこの地域の輪中を説明するが、資料によって個々の輪中の範囲や名称が異なるため、以下に記載するものは一例である。なお、これらは主に長島藩領であるが、東からは尾張藩の干拓も進んでおり、また一部は天領でもあった。なお、江戸時代には東海道の「七里の渡し」や佐屋街道の「三里の渡し」がこの地域を通過しており、重要な水運路になっていた。

#### 加路戸川以西
長島輪中から鰻江川を挟んだ南側には葭ケ須輪中（よしがすわじゅう）があった。尾張国知多郡から入植した農夫・大橋平左衛門らによって最北部の鎌ケ地新田が1639年（寛永16年）に開発され、1664年（寛文4年）から1693年（元禄6年）までの開発で葭ケ須輪中が形成される。葭ケ須輪中に隣接して都羅新田が1776年（安永5年）、福吉新田が宝暦年間に開発されて形が整った。
葭ケ須輪中から青鷺川を挟んだ南側には横満蔵輪中（よこまくらわじゅう、または老松輪中）があった。白木清太夫らによって1757年（宝暦7年）に横満蔵新田が開発され単独で輪中が形成された。伊勢湾に突出した輪中であり、以南の地域を新田開発する際の橋頭堡のような役割を担った。
横満蔵輪中の南側には1826年（文政9年）に開発された白鶏輪中（はっけいわじゅう）、さらに南には西濃の豪農や桑名の商人の出資によって1823年（文政6年）から5年をかけて開発された松蔭輪中（まつかげわじゅう）があった。1827年（文政10年）の検地の記録では松蔭輪中に12の新田があったことが記載されているが、1860年（万延元年）の高潮による破堤で復旧困難につき亡所となったという記録がある。

#### 加路戸川以東・鍋田川以西
長島輪中の加路戸川を挟んだ東側には加路戸輪中（かろとわじゅう、または田代輪中）があった。古い文献には、最北部の加路戸新田が1559年（永禄2年）に開発され、繊維業の町として繁栄して長島城の砦が置かれた記録もあるが、1586年（天正13年）の天正地震によって土地が湧没して亡所となっていた。1625年（寛永2年）に長島藩士・諸戸喜左衛門貞次と長島輪中の農民によって再開発され、1632年（寛永15年）から1813年（文化10年）までに順次開発された。
加路戸輪中から見入川（東加路戸川）を挟んだ東側には見入輪中（けんにゅうわじゅう）があった。伊藤太郎左衛門によって1638年（寛永15年）に見入新田が開発され、1756年（宝暦6年）までの開発で形を整えるが、宝暦治水によって1754年（宝暦8年）に見入川が締切・干拓にされて加路戸輪中と1つの輪中となった。
加路戸輪中から白鷺川を挟んだ南側には源緑輪中（げんろくわじゅう）があった。白鷺が1691年（元禄4年）に開発されるが、1714年（正徳4年）の高波で破堤し亡所となり、1816年（文化13年）に再開発された。次いで1819年（文政2年）に上源緑、1824年（文政7年）に下源緑・上藤里・下藤里が開発されるなど輪中が形成される。以南の地域にも開発が進められるが、横満蔵輪中と同様に高潮により亡所となった土地も多い。

#### 鍋田川以東
一帯の開拓の土台となった砂州は高潮や洪水の度に形状が変化していたため明確な藩境は定められておらず、長島藩と尾張藩の藩境に近い鍋田川以東の地域は長島藩と尾張藩が同時に開発を進めた。長らく2つの藩が地先権をめぐって政治的な衝突の舞台となり、明治時代に入っても領地が入り乱れた状態が続いたが、廃藩置県後の1879年（明治12年）に鍋田川が県境と定められたため、三重県（伊勢国）の一部地域は愛知県に編入された。
この地域の開発の始まりは、最も北に位置する五明輪中（ごみょうわじゅう）であった。自然堤防上に形成された北部地域は長島藩によって1620年代に形成されたと考えられ、その後に下流側が新田として開発された。
その南側の森津輪中（もりづわじゅう）は1647年（正保4年）に、尾張藩によって中央部の森津新田・鎌島新田・芝井新田の開発が行われた。下流部の松名新田・寛延新田は1752年（宝暦2年）、上流部の中山新田・中河原新田・川原欠新田・与蔵山新田は元禄年間から安永年間にかけて開発され、上流部・中央部・下流部がそれぞれで輪中を形成した後に1822年（文政5年）から1837年（天保8年）にかけて1つの輪中となった。これらは大部分が尾張藩であったが、川原欠新田のみ長島新田の枝郷として成立した新田で、後に天領となっていた。
さらに南では尾張藩が狐地新田を、長島藩が三好新田をそれぞれ1687年（貞享4年）に開発し、互いに周辺地域を開発して1700年までに尾張藩が稲元輪中（いなもとわじゅう、または三稲輪中）を、長島藩が加稲輪中（かいなわじゅう）を形成した。開発は競うように南下を続け、尾張藩の三稲新田、長島藩の境新田が1811年（文化8年）に開発された。なお、開発はさらに南下して行ったが、横満蔵輪中や源緑輪中の例と同じく高潮によりほとんどが亡所となった。
前述したとおり明治時代に入ると鍋田川が県境として定められて、明治時代の1879年（明治12年）に周辺一帯は愛知県となる。元々2つの国であった地域が1つになったことから、両国輪中（りょうごくわじゅう、あるいは鍋田輪中）と呼ばれた。

### 分流工事による大規模な変化

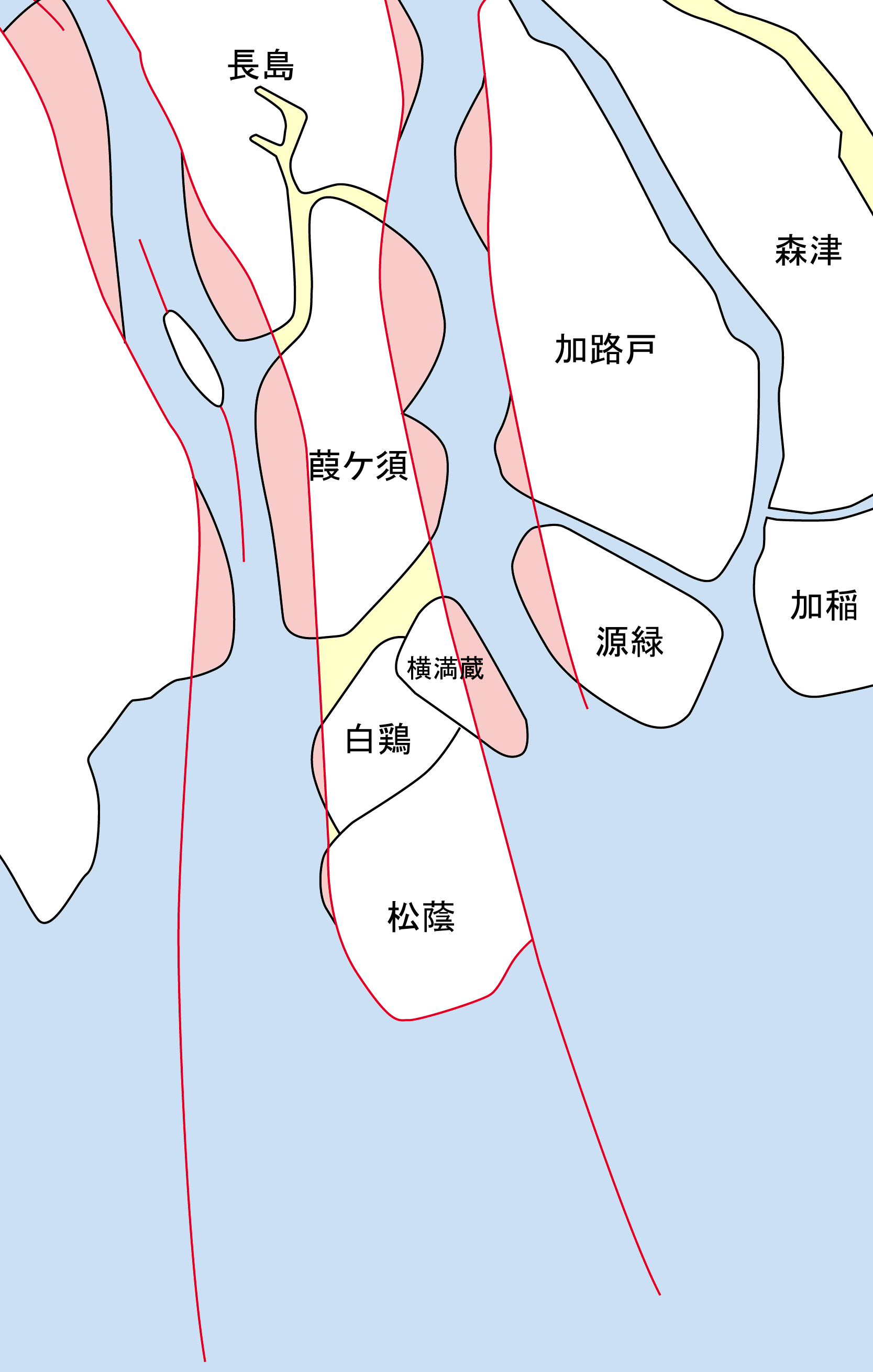
分流工事による堤防の変遷（赤線が新堤防、黒線が旧堤防、薄赤着色部が開削された部分、薄黄着色部が締め切りなどがされた河川）

明治時代の木曽三川分流工事では加路戸川が拡幅されて木曽川の本流となり、新木曽川右岸の長島輪中と葭ケ須輪中と横満蔵輪中、左岸の加路戸輪中と源禄輪中がそれぞれは陸続きとなり、加稲輪中は東側と繋がった。また、新木曽川の開削により木曽川と長良川の間に取り残された福原輪中との間には締切堤が築かれた。
分流工事全工程の最初の工事は、1887年（明治20年）4月1日に木曽川の青鷺川分派口にあたる横満蔵輪中から工事が始まった。まず計画堤防法線から張り出した横満蔵輪中の開削が行われ、掘り上げた土は横満蔵輪中の新堤防や伊勢湾に延びる木曽川河口導流堤に使用された。導流堤の整備と並行して、葭ケ須輪中と源禄輪中の旧堤防の撤去および新堤防の築造が行われ、1888年（明治21年）には青鷺川・鰻江川・白鷺川の木曽川口が締め切りが行われ、1889年度（明治22年度）には筏川も締め切られ、1890年度（明治23年度）までに木曽川河口部の工事が完了した。
三川の完全分流を目指した第2期工事では、1897年（明治30年）からの工事で長島輪中の松之木から千倉まで、および大島近辺が開削されて新長良川の河道となった。なお、長島堤防の松之木から千倉の旧揖斐川左岸堤防の一部は油島締切堤と繋げられ、新長良川・新揖斐川間の背割堤として使用された。
なお、導流堤の長さは約4726メートルで、うち陸側の約1836メートルは土堤防、海側の約2890メートルは石堤。陸側が土堤防であったのは白鶏・松蔭新田の復活を期待したものであり、1889年（明治22年）に地主たちによって再開発され耕地として復活した。

### 伊勢湾台風からの復旧
1959年（昭和34年）の伊勢湾台風によってこの地域も大きな被害を受け、特に松蔭東の集落では9月26日の高潮によって92%の家屋が流出、24%の住民が死亡する壊滅的な被害を被った。建設省が復旧工事の一環として鍋田川を干拓するが、これに伴って愛知県・三重県間で県境問題が再燃し、解決策として源禄輪中の南側に木曽岬干拓地が造成された。